# Andresiidae
Andresiidae is een familie uit de orde van de zeeanemonen (Actiniaria). De familie is voor het eerst wetenschappelijk beschreven door Stephenson in 1922. De familie omvat 1 geslachten en 1 soorten.

## Geslacht
- Andresia